# Kudravi golub
Kudravi golub (nikobarski golub, lat. Caloenas nicobarica) je ptica iz porodice golubova koja živi na Nikobarima i ostalim otocima jugoistočne Azije.

## Ekologija
Kudravi golub je krupna ptica. Mužjaci mogu narasti i do 40 cm, dok su ženke neznantno sitnije. Hrane se sjemenjem, voćem i pojedinim sitnim beskralježnjacima. Gnijezde se na granama drveća u gustim šumskim sklopovima. Nije izrazito vokalan.

## Sistematika i filogenija
Kudravi golub jedini je suvremeni predstavnik roda Caloenas, čiji areal obuhvaća jugoistočnu Aziju (Indomalajsko zoogeografsko područje). Definitivni srodnički odnosi roda Caloenassa ostalim rodovima koji naseljavaju ovo područje nisu utvrđeni, a na osnovu nekih genetskih podataka, nikobarski golub i srodnici predstavljaju se kao najbliži srodnik dodou i usamljeniku s Rodrigeza.

## Vanjske poveznice
- Nicobar Pigeon media, Internet Bird Collection

Drugi projekti
1. ↑  Rječnik standardnih hrvatskih ptičjih naziva (PDF). HAZU. Zavod za orntologiju HAZU. 2018